# Asal

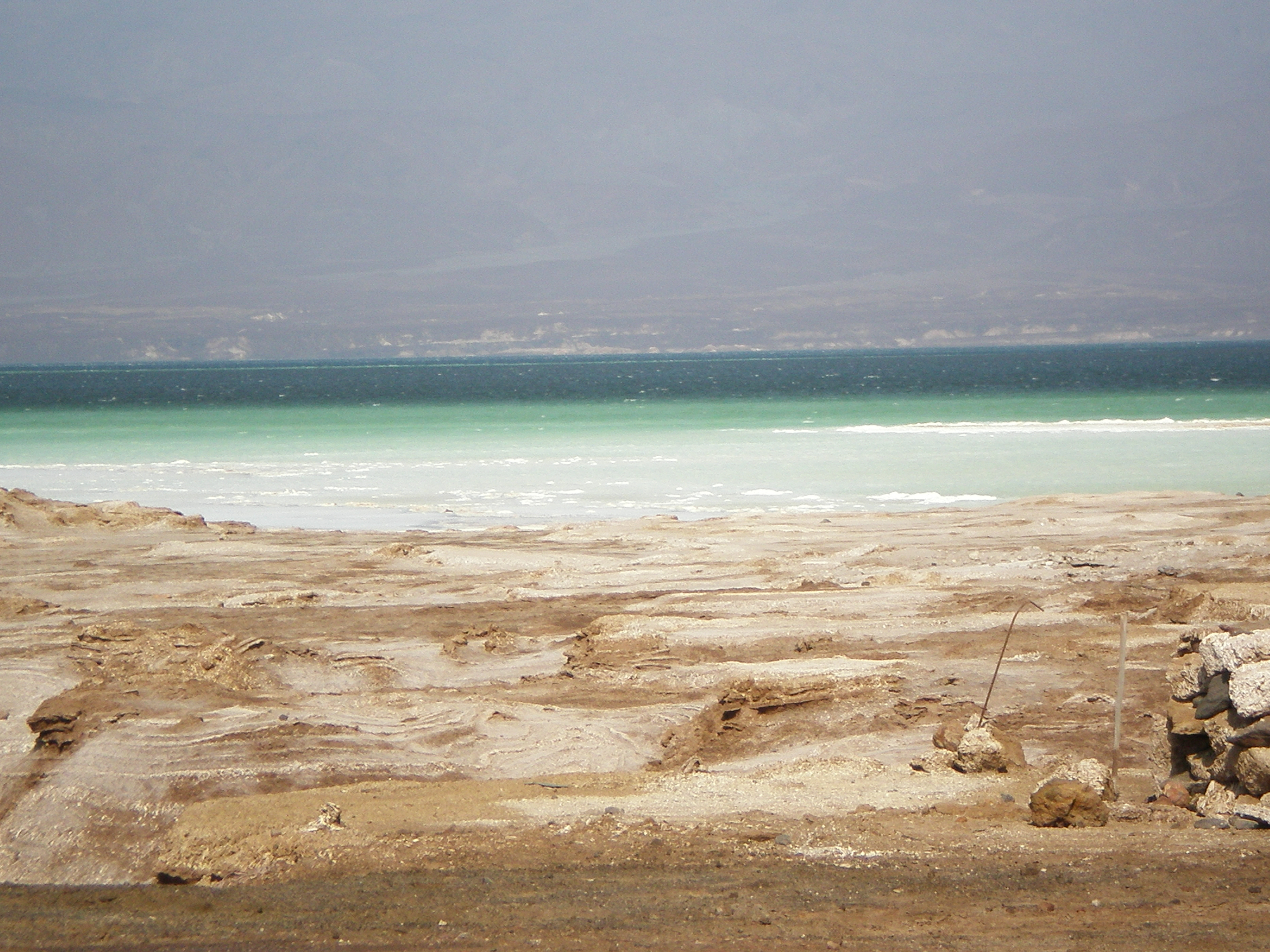
Jezioro Asal

Jezioro Asal, Assal (fr. Lac Assal) – bezodpływowe, słone jezioro w Dżibuti, w zapadlisku tektonicznym Afar.
Jezioro ma zmienną powierzchnię, od 50 do ok. 100 km² i jest położone w depresji, 153 m p.p.m., co stanowi najniższy punkt kontynentu afrykańskiego. Jezioro oddzielone jest od Zatoki Adeńskiej jedynie ścianą skały wulkanicznej o szerokości 12 km. Woda morska zasila jezioro, przedostając się przez szczeliny w dnie zapadliska. Przeciętna głębokość jeziora wynosi 7,4 m. Zasolenie wód – 348‰, sprawia, że jest to drugie po jeziorze Patience w Kanadzie najbardziej zasolone jezioro na świecie. U brzegów jeziora pracują odsalarnie, które odzyskują sól, eksportowaną następnie do Etiopii.